# Diaporthe pinophylla
Diaporthe pinophylla är en svampart som först beskrevs av Plowr. & W. Phillips, och fick sitt nu gällande namn av Pier Andrea Saccardo 1882. Diaporthe pinophylla ingår i släktet Diaporthe och familjen Diaporthaceae.   Inga underarter finns listade i Catalogue of Life.